# Nuphar lutea
Il nannufero o ninfea gialla (Nuphar lutea (L.) Sm., 1809) è una pianta acquatica perenne della famiglia Nymphaeaceae, con un ampio areale eurasiatico.

## Etimologia
Il nome generico (Nuphar) era già usato dagli antichi greci sotto la forma di ”noufar” (informazione ricavata dagli scritti di Dioscoride Pedanio (Anazarbe in Cilicia, 40 circa – 90 circa) che fu un medico, botanico e farmacista greco antico che esercitò a Roma ai tempi dell'imperatore Nerone) ; probabilmente l'origine di questo vocabolo va ricercata nella lingua persiana dove esiste la parola ”ninufar” (un giglio d'acqua) o anche nella parola araba ”nauphar” o ”nyloufar”.

L'epiteto specifico (luteum) fa ovviamente riferimento al colore del fiore.

Il binomio scientifico attualmente accettato (Nuphar lutea) è stato proposto dal botanico inglese Sir James Edward Smith (2 dicembre 1759 – 17 marzo 1828) nella sua opera intitolata ”Florae Grecae Prodromus” del 1809.

 
In lingua tedesca questa pianta si chiama Gelbe Teichrose; in francese si chiama Nénufar jaune; in inglese si chiama Yellow Water-lily.

## Descrizione

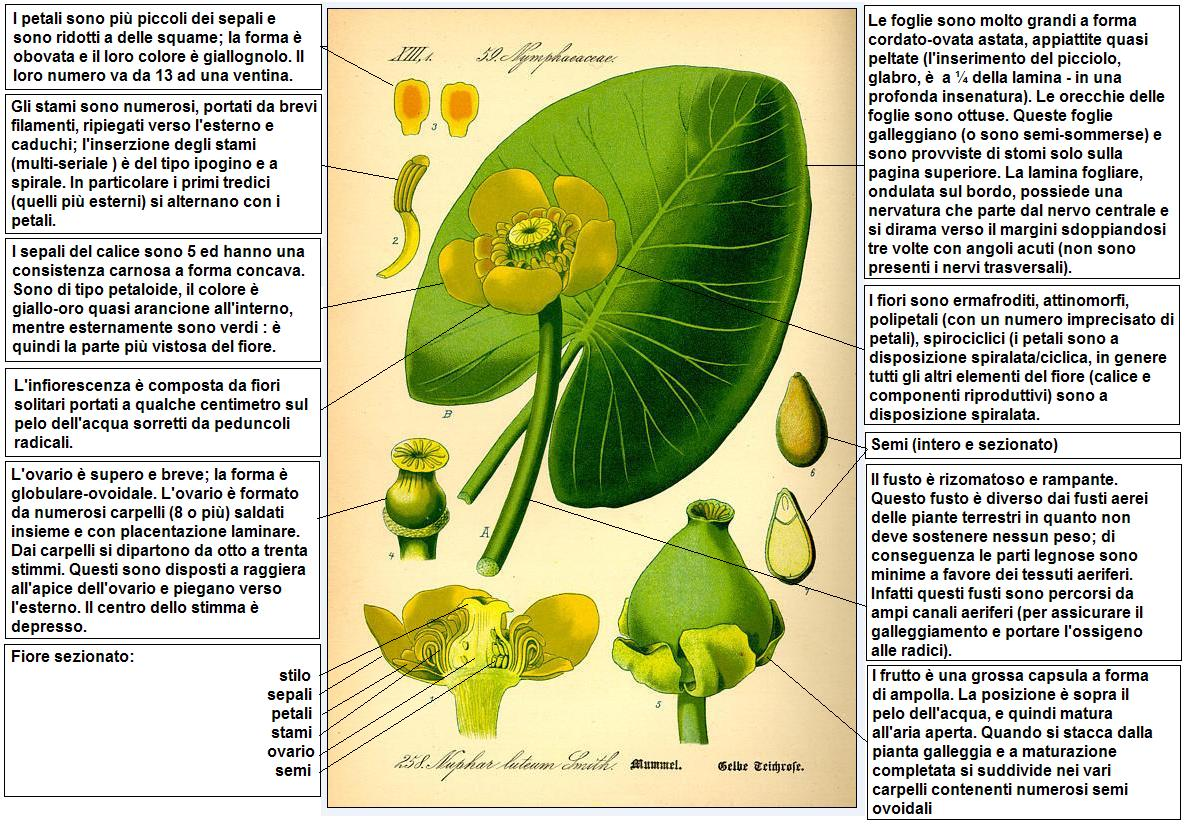
Descrizione delle parti della pianta

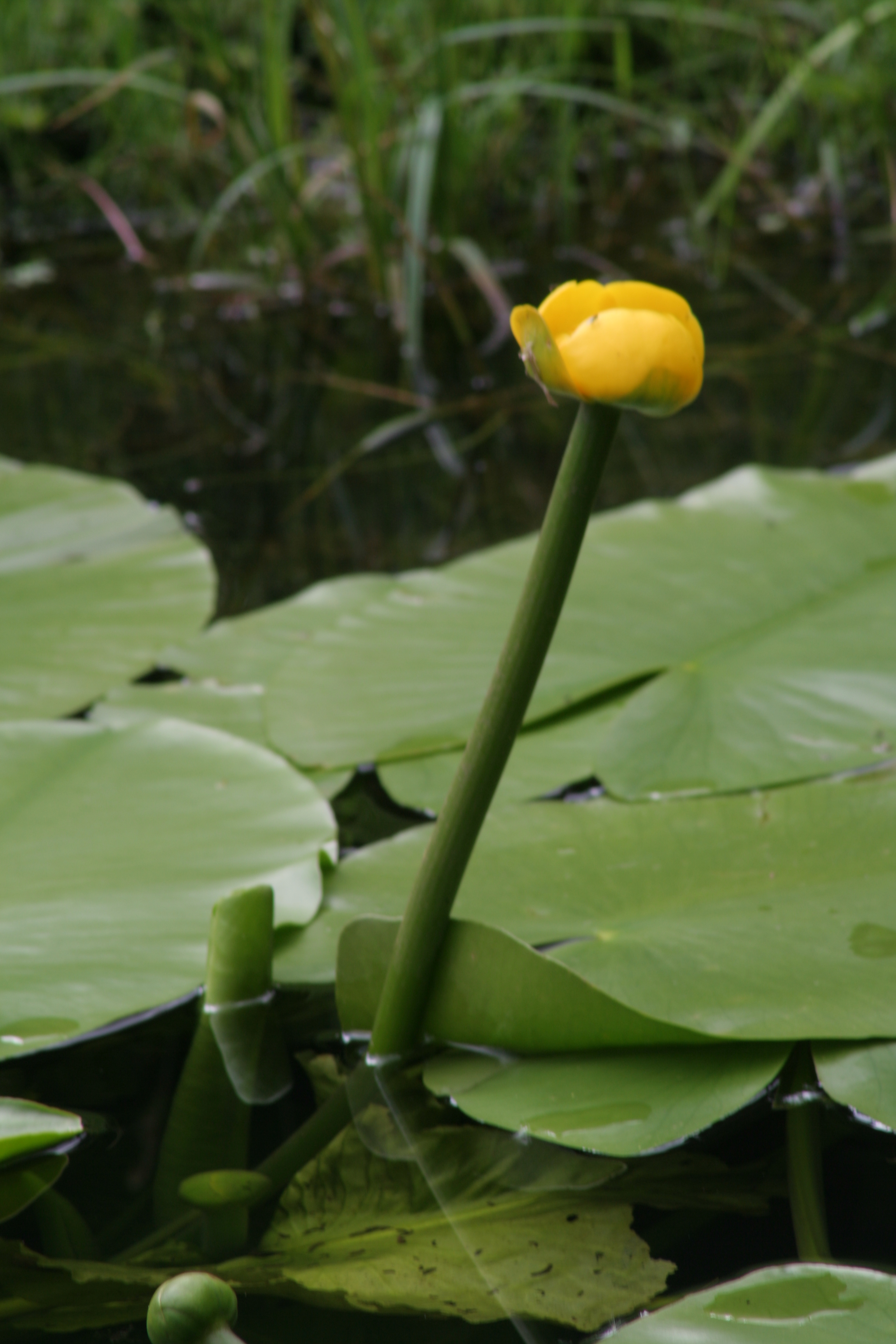
Il portamento
Località: Giardino Botanico Alpino "Giangio Lorenzoni", Pian Cansiglio, Tambre d'Alpago (BL), 1000 m s.l.m. - 08/06/2008

È una pianta acquatica che vive di preferenza nelle acque ferme o a lento decorso.  L'altezza varia da 50 a 200 cm (dipende dalla profondità del bacino acquatico – minimo 20 cm), La forma biologica della specie è idrofita radicante (I rad); ossia sono piante acquatiche perenni le cui gemme si trovano sommerse o natanti e hanno un apparato radicale che le ancora al fondale. Molte caratteristiche avvicinano questa pianta alle Monocotiledoni anche se inizialmente sono state classificate nelle Dicotiledoni.

### Radici
Le radici sono fissate sul fondo fangoso e sono secondarie (avventizie) da un grosso rizoma.

### Fusto
- Parte ipogea: (in questo casi si tratta della parte sommersa) il fusto è rizomatoso e rampante. Questo fusto è diverso dai fusti aerei delle piante terrestri in quanto non deve sostenere nessun peso; di conseguenza le parti legnose sono minime a favore dei tessuti aeriferi. Infatti questi fusti (come anche i piccioli e i peduncoli) sono percorsi da ampi canali aeriferi (per assicurare il galleggiamento e portare l'ossigeno alle radici). In genere i fusti risultano flaccidi ma tenaci ed estensibili per adattarsi ai differenti livelli dell'acqua.  La superficie superiore è segnata dalle cicatrici dei piccioli delle annate precedenti. Diametro del fusto: 3 – 8 cm.
- Parte epigea:  è praticamente assente.

### Foglie

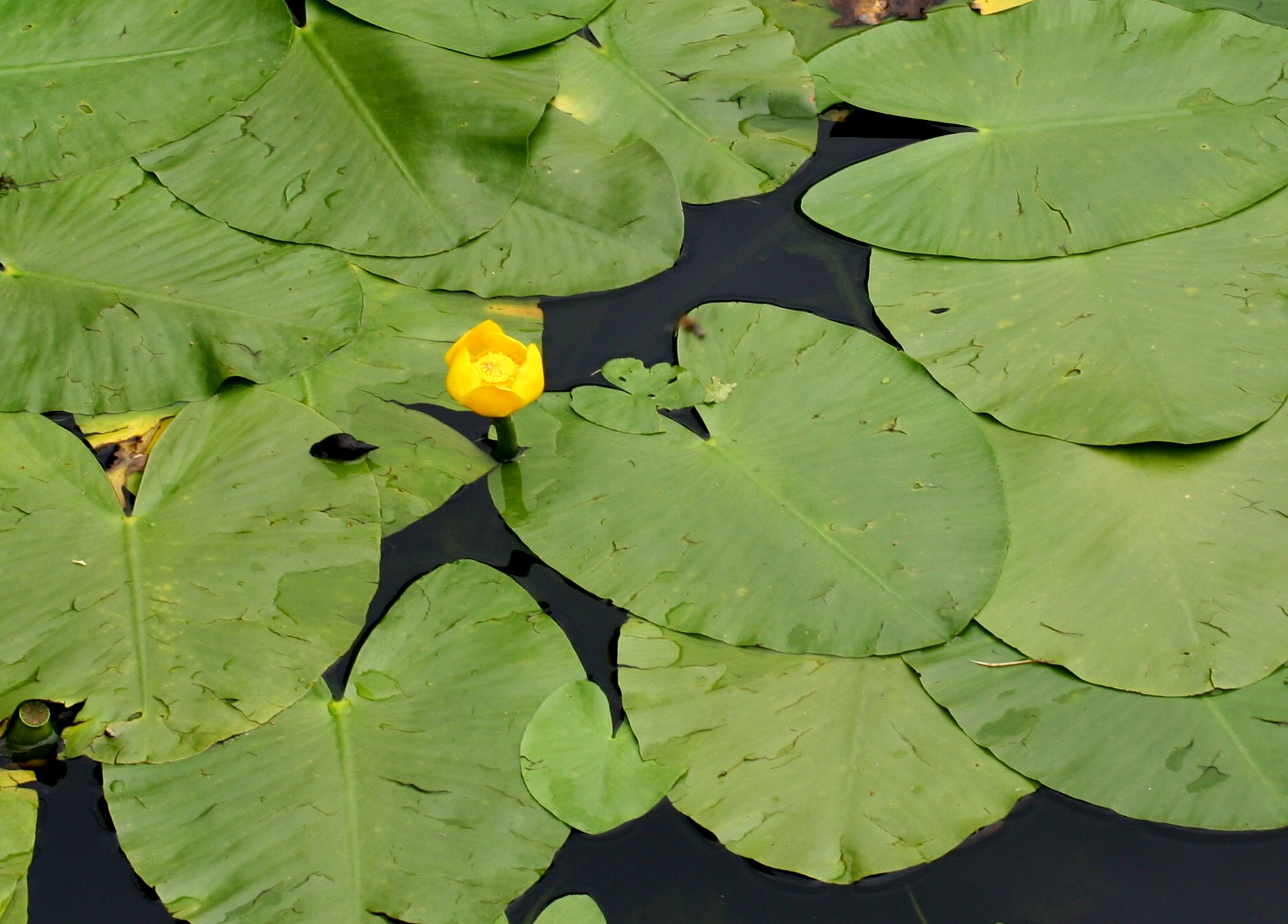
Le foglie
Località: Giardino Botanico Alpino "Giangio Lorenzoni", Pian Cansiglio, Tambre d'Alpago (BL), 1000 m s.l.m. - 05/07/2007

Le foglie sono molto grandi a forma cordato-ovata astata, appiattite quasi peltate (l'inserimento del picciolo, glabro, è relativamente centrale - a ¼ della lamina - in una profonda insenatura). Le orecchie delle foglie sono ottuse. Queste foglie galleggiano (o sono semi-sommerse) e sono provviste di stomi solo sulla pagina superiore. La sezione dei piccioli è triangolare. La lamina fogliare, ondulata sul bordo, possiede una nervatura che parte dal nervo centrale e si dirama verso i margini sdoppiandosi tre volte con angoli acuti (non sono presenti i nervi trasversali).  Le due pagine (quella sopra e quella sotto) hanno ovviamente strutture anatomiche diverse interfacciando due elementi completamente differenti (aria e acqua). La lamina superiore è protetta da uno strato ceroso (questo per non essere bagnata, così l'acqua scivola via senza bloccare le aperture aerifere) e cosparsa da diversi stomi preposti appunto allo scambio aerifero ed è di colore verde; mentre quella inferiore è violacea. Sono presenti anche delle foglie sommerse più chiare e meno robuste, ma a germinazione più precoce. Dimensioni delle foglie: larghezza 8 – 20 cm; lunghezza 15 – 30 cm.

### Infiorescenza
L'infiorescenza è composta da fiori solitari portati a qualche centimetro sul pelo dell'acqua sorretti da peduncoli radicali. Anche questi fiori come la maggior parte delle ninfee si aprono col sole e si chiudono al tramonto.

### Fiore

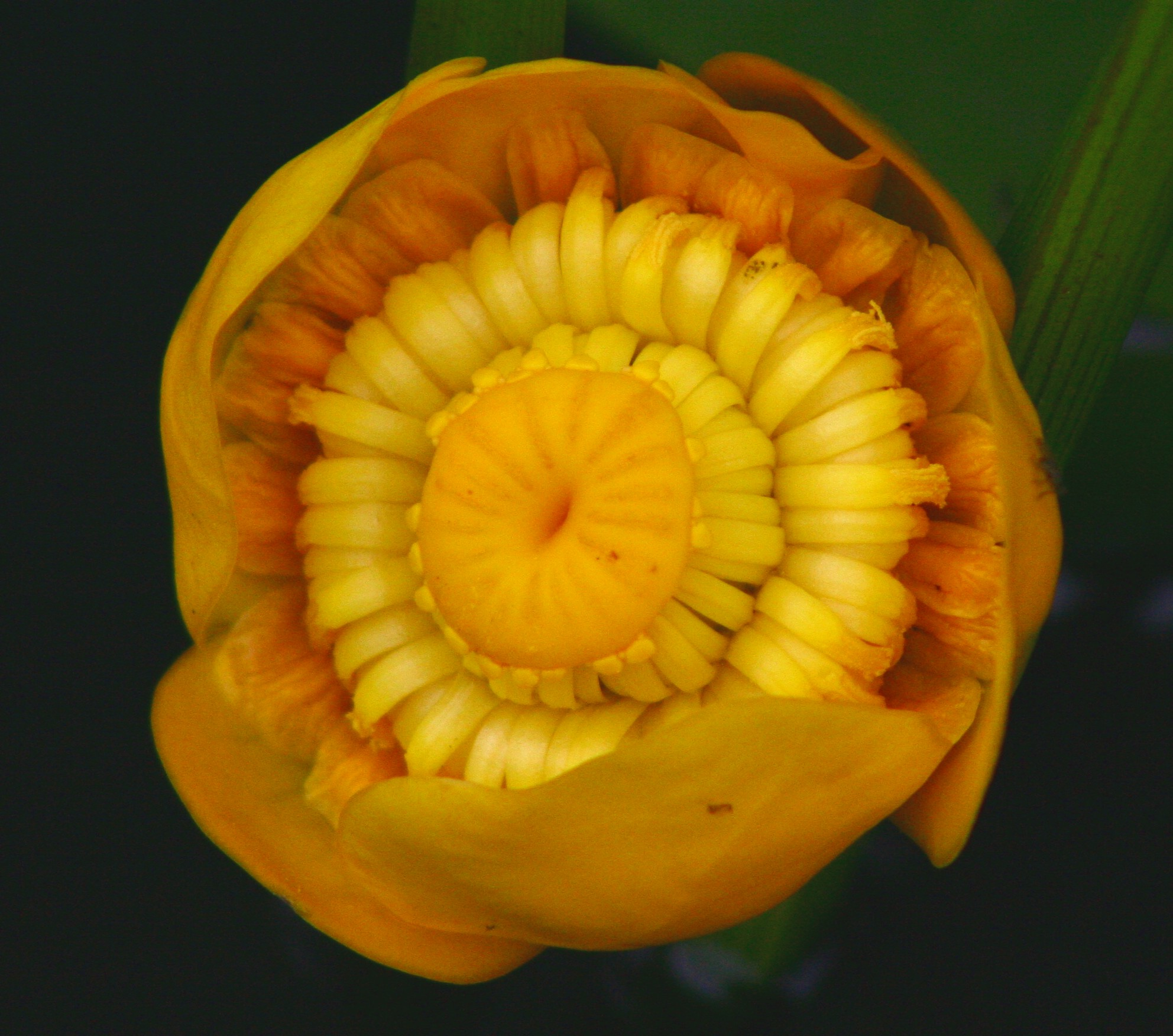
Il fiore
Località: "Giardino Botanico delle Alpi Orientali", Monte Faverghera (BL), 1500 m s.l.m. - 23/06/2007

I fiori sono ermafroditi, attinomorfi, polipetali (con un numero imprecisato di petali), spirociclici (i petali sono a disposizione spiralata/ciclica), in genere tutti gli altri elementi del fiore (calice e componenti riproduttivi) sono a disposizione spiralata.  Il perianzio è ipogino. I fiori profumano di alcol e sono larghi da 4 a 6 cm.
- Formula fiorale e diagramma fiorale:

* K 4, C molti A molti, G 8-molti (semi-infero) 
- Calice: i sepali del calice sono 5 o più ed hanno una consistenza carnosa a forma concava. Sono di tipo petaloide, il colore è giallo-oro quasi arancione all'interno, mentre esternamente sono verdi: è quindi la parte più vistosa del fiore (funzione vessillifera). Dimensione dei sepali: 2 – 3 cm.
- Corolla: i petali sono più piccoli dei sepali e sono ridotti a delle squame; sono più simili agli stami che a dei petali veri e propri; la forma è obovata e il loro colore è giallognolo. Il loro numero va da 13 ad una ventina. Il nettare si trova alla base di questi petali sulla parte esterna della superficie. Dimensione dei petali: 1 – 1,5 cm.
- Androceo: gli stami sono numerosi (numero indefinito), portati da brevi filamenti, ripiegati verso l'esterno e caduchi; l'inserzione degli stami (multi-seriale) è del tipo ipogino e a spirale. In particolare i primi tredici (quelli più esterni) si alternano con i petali. Le antere maturano molto dopo lo stimma. Dimensione delle antere: 4 – 7 mm.
- Gineceo: l'ovario è supero e breve; la forma è globulare-ovoidale. L'ovario è formato da numerosi carpelli (8 o più) saldati insieme e con placentazione laminare[5]. Dai carpelli si dipartono da otto a trenta stimmi. Questi sono disposti a raggiera all'apice dell'ovario  e piegano verso l'esterno. Il centro di questi stimmi è depresso. Gli stimmi maturano subito alla prima apertura del fiore. Diametro del disco degli stimmi: 7 – 19 mm.
- Fioritura: da giugno a settembre.
- Impollinazione: le dimensioni (sono grandi) dei granuli pollinici favoriscono senz'altro una impollinazione entomofila (né anemofila, né idrofila).

### Frutti

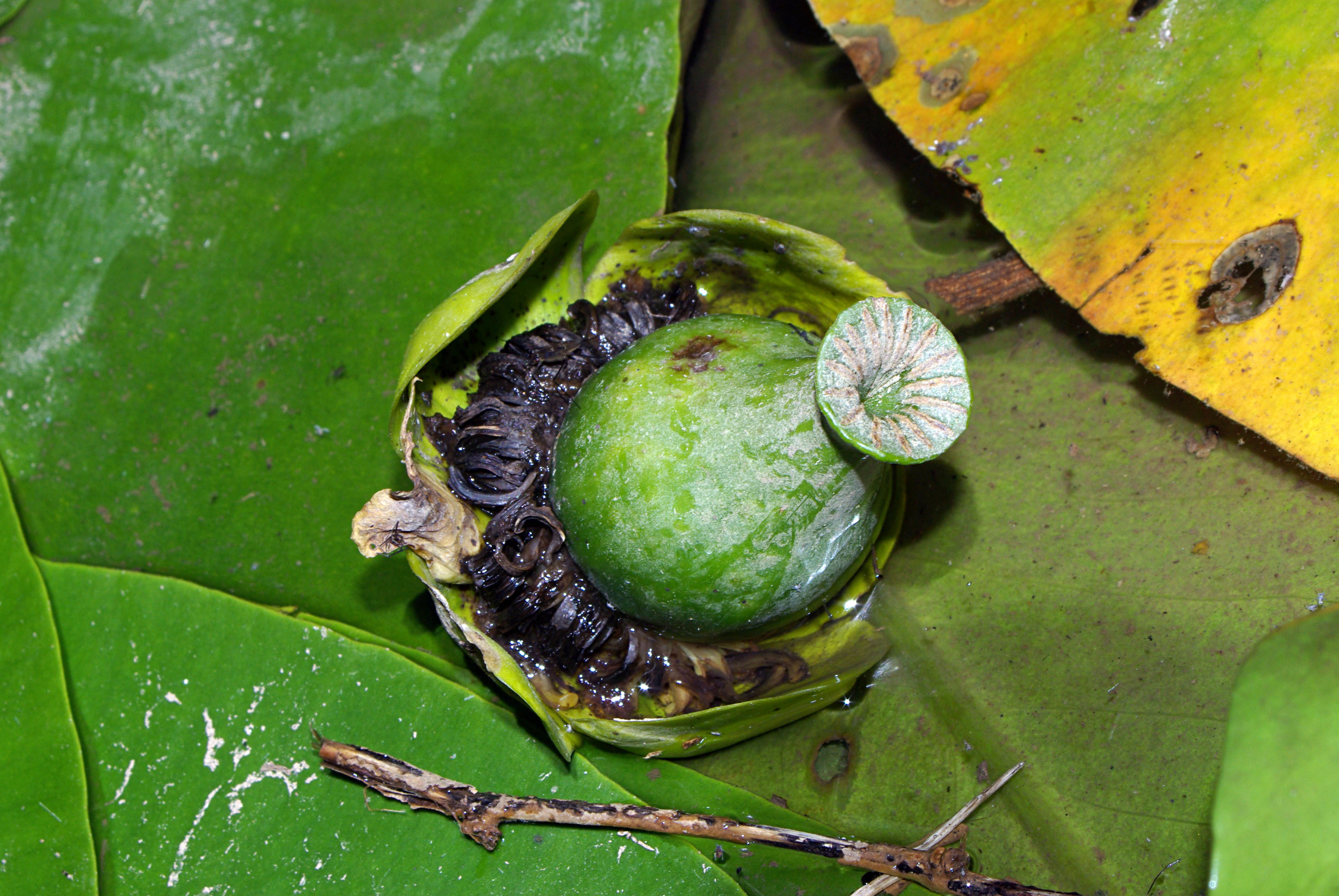
Il frutto

Il frutto è una grossa capsula quasi legnosa; la forma è simile ad un'ampolla. La sua posizione è sopra il pelo dell'acqua, e quindi matura all'aria aperta (contrariamente al frutto a maturazione sommersa delle “vicine” Nymphaea). Quando si stacca dalla pianta galleggia e a maturazione completata si suddivide nei vari carpelli che lo compongono. In questi sono contenuti numerosi semi ovoidali immersi in una sostanza vischiosa e senza arillo. La disseminazione avviene sul pelo dell'acqua (dispersione idrocoria), ma anche a mezzo degli uccelli (dispersione zoocoria). Lunghezza del frutto 2 – 4 cm; diametro 5 – 6 cm. Dimensione dei semi: 5 mm.

## Distribuzione e habitat
- Geoelemento: il tipo corologico (area di origine) è Eurasiatico.
- Diffusione: In Italia questa pianta ha una diffusione discontinua ma sparsa su tutto il territorio (isole incluse). Sulle Alpi è considerata rara nelle seguenti provincie: CN, AO, NO, BL, UD. Oltre che in Italia questa specie è diffusa nell'Europa (praticamente su tutti i rilievi e le pianure), in Asia settentrionale e nell'Africa del Nord.
- Habitat: l'habitat tipico sono le acque stagnanti oligotrofiche (povere o prive di componenti nutrizionali). Il substrato preferito è calcareo o calcareo/siliceo con pH neutro.
- Diffusione altitudinale:  sui rilievi queste piante si possono trovare fino a 1500 m s.l.m.; frequentano quindi i seguenti piani vegetazionali: collinare e in parte montano.

## Fitosociologia
Dal punto di vista fitosociologico N. lutea  appartiene alla seguente comunità vegetale:
Formazione : delle comunità acquatiche natanti o sommerse
Classe : Potametea pectinati
Ordine : Potametalia pectinati
Alleanza : Nymphaeion albae

## Tassonomia
Questa pianta inizialmente venne inserite nel genere affine Nymphaea da Linneo nel 1753 con il nome di Nymphaea lutea. Alcuni cataloghi riportano la denominazione di Nuphar luteum

All'interno del genere Nuphar le varie specie sono divise secondo la tipologia delle foglie: cordiformi o sagittate. La ninfea gialla appartiene al primo gruppo.

### Ibridi
Con la specie Nuphar pumila forma il seguente ibrido interspecifico:
- Nuphar × spenneriana Gaudin (1828)

### Specie simili
- Nuphar pumila (Timm) DC. - Ninfea nana: si distingue per i fiori più piccoli (2 – 3 cm) ma sempre gialli e molto simili a quelli di N. lutea. Nel centro del fiore lo stimma è finemente dentato con 8 – 10 strisce brune a disposizione raggiante. In Italia non sembra sia presente anche se vegeta nella vicina Carinzia.

### Sinonimi
La specie ha avuto nel tempo diverse nomenclature. L'elenco che segue indica alcuni tra i sinonimi più frequenti:
- Nenuphar luteum (L.) Link (1822)
- Nuphar advena Ait.
- Nuphar rivularis Dumort. (1864)
- Nuphar sericea Kittel (1843), non A.F. Láng
- Nuphar systyla Wallr. (1840)
- Nuphar variegata Durand
- Nymphaea lutea L. (1753) (basionimo)
- Nymphona lutea (L.) Bubani (1901)
- Nymphosanthus luteus (L.) Fernald

## Usi

### Farmacia
- Sostanze presenti: tutta la pianta contiene notevoli quantità di acido tannico concentrate soprattutto nelle foglie e nel rizoma[6].
- Proprietà curative: la medicina popolare usa queste piante per le loro proprietà balsamiche (azione sedativa nei confronti delle vie respiratorie), stimolanti (rinvigorisce e attiva il sistema nervoso e vascolare), astringenti (limita la secrezione dei liquidi), o contro la dissenteria e l'emorragia. Si pensa che il rizoma infuso nel latte sia utile contro le blatte[6].
- Parti usate: rizoma, foglie e fiori.

### Giardinaggio
Le Ninfee gialle sono piante molto decorative e di facile coltivazione per cui sono molto comuni nei giardini acquatici di tutta Europa. Sono piante rustiche che prediligono diverse tipologie di fondali fangosi, ma sempre in acque poco mosse o a lento deflusso. L'impianto va fatto in acque poco profonde: 15 – 30 cm. Se la posizione è soleggiata una fioritura abbondante è garantita. La moltiplicazione può essere fatta per cespi (specialmente se si tratta di cultivar o ibridi e quindi facilmente sterili) o per seme.

### Cucina
In Turchia i fiori servono a preparare una bibita ghiacciata (tipo sorbetto) chiamata “Pufer”.  Dai semi si può ricavare della farina.

## Galleria d'immagini

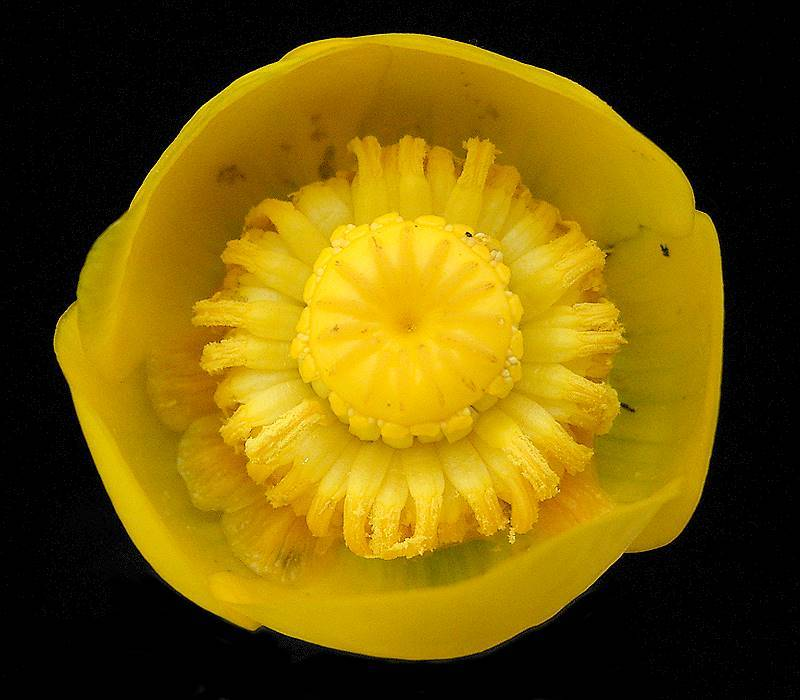
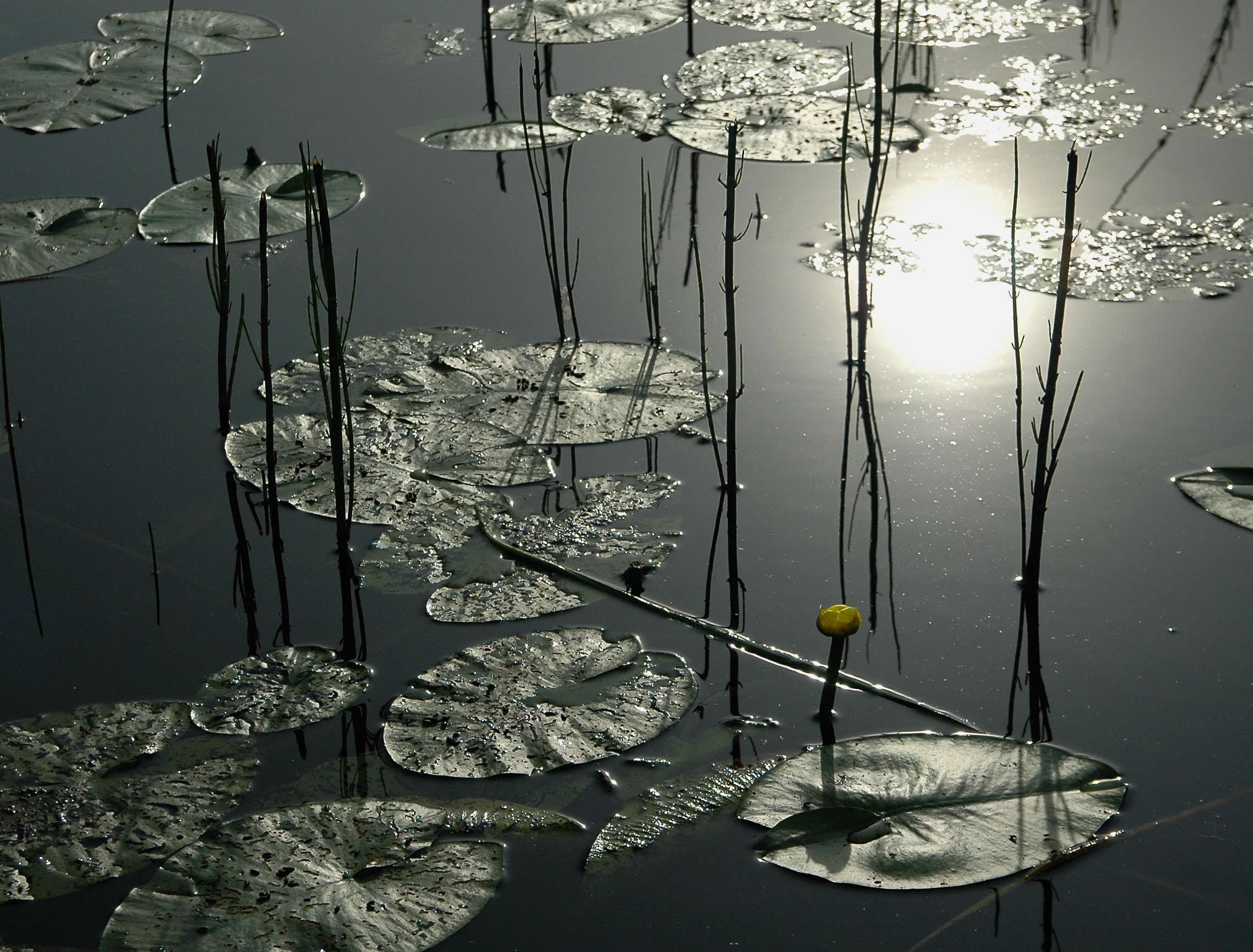
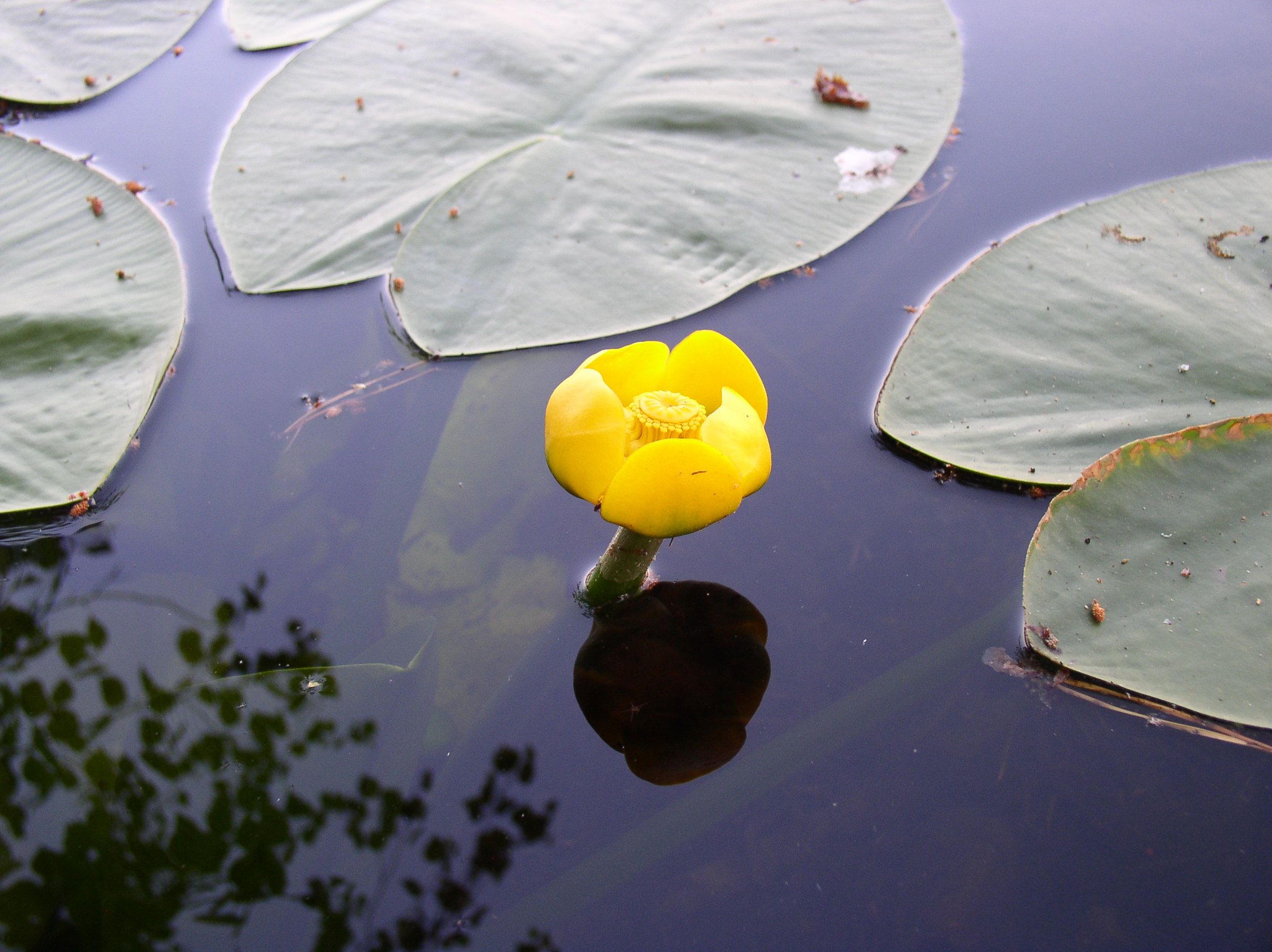
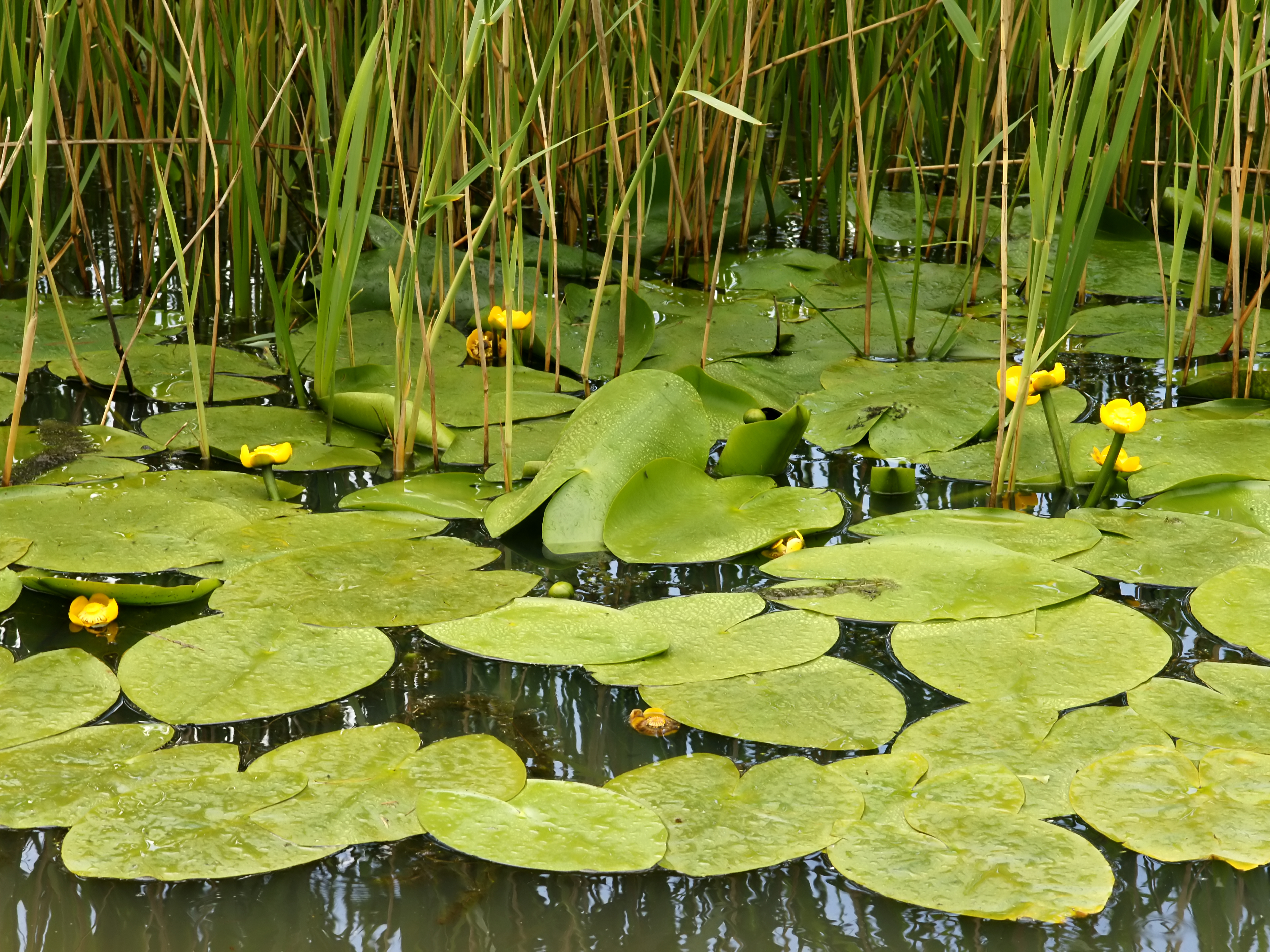